# Jenny Lampa
Jenny Anna Margareta Lampa, född 11 januari 1981, är en svensk skådespelare.
Hon har utbildat sig vid skolor i Stockholm, London och Los Angeles och har även medverkat i Dirty Dancing på China-Teatern i Stockholm.

## Filmografi
- 2000 – Ristningar
- 2006 – Paketet
- 2007 – En känsla av kärlek
- 2007 – Gangster
- 2008 – Död vid ankomst
- 2008 – Vampyrer
- 2009 – Efterfesten
- 2009 – Stenhuggaren
- 2009 – Syner
- 2010 – Penance
- 2013 – Inbrottet
- 2013 – Re
- 2014 – Lokalvårdaren
- 2017 – Jordskott II (TV-serie)
- 2017 – Bron (TV-serie)

## Teater

### Roller (ej komplett)
| År   | Roll | Produktion                      | Regi          | Teater       |
| ---- | ---- | ------------------------------- | ------------- | ------------ |
| 2012 | Lisa | Dirty Dancing Eleanor Bergstein | Anders Albien | Chinateatern |